# بوطاليا راتينجية
بوطاليا راتينجية (الاسم العلمي:Potalia resinifera) هي نوع من النباتات يتبع جنس البوطاليا من الفصيلة الجنطيانية.